# Lauren Kalvaria
Lauren Kalvaria (29 augustus 1980) is een tennisspeelster uit de Verenigde Staten van Amerika.
Tijdens haar studie op Stanford University speelde Kalvaria samen met Gabriela Lastra, en wonnen ze samen het NCAA-toernooi van 2002. 
Nadat ze op Stanford University had gestudeerd, begon Kalvaria haar professionele tenniscarrière.
In 2002 speelde ze samen met Lastra op de US Open.